# 남동로 (양구군)
남동로(Namdong-ro)는 강원특별자치도 양구군 국토정중앙면에서 동면까지 이르는 양구군의 도로로, 총 연장은 7.51 km이다. 이름은 양구군의 남면과 동면을 연결하는 위치적 특성을 반영한 것에서 유래되었으며, 인천광역시에 있는 남동대로와는 도로명이 다르지만, 형식적으로 3번 양구군도의 일부이다.

## 역사
- 2009년 4월 6일 : 도로명으로 남동로를 고시

## 주요 경유지
- 양구군
  - 국토정중앙면 - 동면

## 접촉하는 도로
- 금강산로 (국도 제31호선)
- 숨골로
- 죽곡로
- 광치령로 (국도 제31호선)
- 춘양로 (국도 제31호선)

## 주요 건물 및 시설
- 가오작교회 (남동로 156-4/가오작리 844-1)
- 가오작1리공회당 (남동로 172-12/가오작리 612-6)
- 광덕초등학교 (남동로 282/적리 474-9)
- 대암중학교 (남동로 651/지석리 470)